# Ортиха
О́ртиха (бел. О́рціха) — хутор в Сморгонском районе Гродненской области Белоруссии.
Входит в состав Жодишковского сельсовета.
Расположен в северной части района. Расстояние до районного центра Сморгонь по дороге — около 14,5 км, до центра сельсовета агрогородка Жодишки по прямой — чуть более 6,5 км. Ближайшие населённые пункты — Гориденяты, Дубатовка, Козеняты.
Согласно переписи 1999 года постоянного населения в Ортихе нет.
Хутор располагается непосредственно на территории биологического заказника «Дубатовское» у западного края Дубатовского болота.